# Знаме на Малтийския орден
Националното знаме на Малтийски орден, гербът и химнът са официалните символи на Суверенния Малтийски орден.
Представлява правоъгълно платно (пропорция 1:2), изобразяващо бял латински кръст, разположен върху червено поле.

## История на знамето
В „История на Ордена“ Джузепе Босио (1589) има доказателство за това, че през 1130 г. папа Инокентий II издава предписание: „Монашеството е длъжно да воюва под флага с бял кръст на червено поле“. След това булата на папа Александър IV (1259), позволяваща на воюващите рицари да носят червена мантия с бели кръстове, ордена започва да използва латински кръст като своя емблема. През 1291 г. ордена се премества от Ватикан в Кипър, където получава разцвет благодарение на мореплаване. В следващите шест столетия над корабите на ордена се развява рицарски флагове. В наши дни държавния флаг се вее над столицата на Суверенния орден – Малтийския дворец и съпровожда Великия Магистър и членовете на Суверенния съвет по време на официални визити.

## Флаг на Великия магистър
Червеният флаг с осмоъгълен Малтийски кръст и увенчан с корона е персонален флаг на Великия Магистър. Той се вее над дворците и зданията на ордена, когато в него присъства Великия магистър.